# Momo
Momo (em grego clássico: Μώμος; romaniz.: Mómos; lit. "burla" ou "deboche"; em latim: Momus), na mitologia grega, é a personificação do sarcasmo, das burlas e da ironia. É a divindade dos escritores e poetas.

## Registros
Hesíodo contava que Momo é uma filha de Nix, a Noite (Teogonia, 214). Luciano de Samósata recordava o diálogo ampliado Hermotimus em que esta foi convidada para avaliar a criação de três deuses em concurso: Atena, Poseidon e  Hefesto. Criticou Atena por ter criado a casa, pois devia ter rodas de ferro em sua base, para que o dono pudesse levá-la assim que viajasse. Zombou do deus do mar por ter criado o Touro com os olhos sob os chifres, quando esses deviam estar no meio, para que ele pudesse ver suas vítimas. Por fim, criticou o ferreiro dos deuses por ter fabricado Pandora sem uma porta em seus peitos para que se pudesse ver o que ela mantinha oculto em seu coração.  
Não bastando isso, ironizou Afrodite, ainda que tudo quanto pudesse dizer dela era que não passava de uma tagarela e que usava sandálias que rangiam no piso do Olimpo. Por fim, teve a audácia de fazer comentários jocosos sobre a infidelidade de Zeus para com Hera. (Filóstrato, Epístolas). Devido a tais coisas, foi exilada do Monte Olimpo.
Porém, mais tarde, estando Zeus preocupado com o fato de que a Terra oscilava com o peso que a humanidade fazia, permitiu o retorno de Momo ao convívio do Olimpo desde que o ajudasse a descobrir um remédio para tal problema. De forma descontraída e irônica, ela sugeriu que ele criasse uma mulher, muito bonita, pela qual muitas nações guerreassem e assim se destruíssem. Zeus levou-a a sério e assim nasceu Helena, que levou os gregos à guerra de Troia.

## Personificação
É representada com uma máscara que levanta para exibir seu rosto, e com um boneco numa das mãos, simbolizando a loucura. É constantemente representada no cortejo de Baco, sempre ao lado de Sileno e Como, o deus das farras e da dissolução. 

## Literatura
Quando sir Francis Bacon escreveu um ensaio intitulado "Of Building", afirmou, ali, que "Aquele que constrói uma boa casa sobre uma base ruim, condena-se a si mesmo à prisão. […] Não é apenas o ar que faz ruim uma base, mas as estradas ruins, os mercados ruins e, se faz consultas com Momo, tem vizinhos ruins".
Laurence Sterne aventou a possibilidade de existir uma janela de Momo para a alma, numa digressão incoerente, típica de seu estilo, na obra Tristram Shandy.
"Momo" é um romance de fantasia publicada por Michael Ende em 1973; trata do conceito de tempo e da falta de tempo na sociedade moderna.
Ganhou o Deutscher Jugendliteraturpreis em 1974.